# ليتل إيجبت
ليتل إيجبت (بالإنجليزية: Little Egypt)‏ أي قليلاً مصر وهو اسم شعبي لفرقة رقص شرقي من النساء مكونة من 3 راقصات وهُن:
فهريدا مزار سبايروبولس (بالإنجليزية: Fahreda Mazar Spyropoulos)‏ وقد ولدت في سنة 1871 في سوريا وتوفيت في 5 أبريل 1937 في شيكاغو في الولايات المتحدة وكانت تسمي نفسها فاطمة وظهرت في شارع القاهرة وقد أعجب بها مارك توين.
عائشة وهبي (بالإنجليزية: Ashea Wabe)‏ وإسمها الحقيقي كاثرين ديفن ولدت في سنة 1871 في مدينة مونتريال في كندا وتوفيت في 3 يناير 1903 في مدينة نيويورك في الولايات المتحدة وكانت تؤدي عروض التعري في 1896.
فاطمة جميلي توفيت في 14 مارس 1921 كان لها عروض في شيكاغو.